# Куцев, Сергей Терентьевич
Сергей Терентьевич Куцев — советский хозяйственный, государственный и политический деятель, Герой Социалистического Труда.

## Биография
Родился в 1902 году в деревне Щербовцы. Член КПСС.
С 1920 года — на хозяйственной, общественной и политической работе. В 1920—1956 гг. — на комсомольской работе в Гиагинском районе Адыгеи, в Чонгарской Красной кавалерийской дивизии, инструктор райколхозсоюза, председатель колхоза Абинского района, первый секретарь Кашехабльского райкома партии, командир партизанского отряда на железной дороге Армавир — Белореченск — Туапсе, второй секретарь Адыгейского обкома партии, первый секретарь Кущёвского райкома КПСС.
Указом Президиума Верховного Совета СССР от 31 октября 1957 года присвоено звание Героя Социалистического Труда с вручением ордена Ленина и золотой медали «Серп и Молот».
Делегат XXI съезда КПСС.
Умер в Кущёвской в 1967 году.